# La musica mi prende come l'amore
Albums de Léo Ferré
Les Fleurs du mal (suite et fin)
(1977) La Frime
(1977)
La musica mi prende come l'amore est le second album de Léo Ferré à ne pas être chanté en langue française, après La Solitudine (1972). Il s'agit d'une réplique italienne de l'album Je te donne destinée au marché italien et publiée en 1977.

## Titres
Textes et musiques : Léo Ferré, sauf spécification contraires. Les traductions sont dues à Guido Armellini.
| 1. | Io ti do (Je te donne)                | 3:39  |
| 2. | La Morte dei lupi (La Mort des loups) | 9:44  |
| 3. | Love                                  | 10:23 |

| 4. | Muss es sein ? Es muss sein !                        | 3:30 |
| 5. | Coriolan, ouverture (musique : Ludwig van Beethoven) | 9:41 |
| 6. | I Superlativi (Les Superlatifs)                      | 7:33 |
| 7. | Requiem                                              | 7:11 |

La réédition CD de 2000 ajoute trois titres au couplage original : la chanson Cecco, parue en face A d'un 45 tours en 1980, et deux maquettes difficilement datables, sur des textes qui n'ont pas été attribués à ce jour.
| No  | Titre                                       | Auteur           | Durée |
| --- | ------------------------------------------- | ---------------- | ----- |
| 8.  | Cecco ("S'i' fosse foco, ardere' il mondo") | Cecco Angiolieri | 5:36  |
| 9.  | Gialla                                      | non identifié    | 2:13  |
| 10. | Io passai la vita dentro di te              | non identifié    | 3:36  |

Le Coffret "La marge" (2022, 20 CD) contient un inédit : e Chant LXXIII du poème Amore de Giovanni Testori, 1977

## Musiciens
- Chœurs & Orchestre symphonique de Milan

## Production
- Traductions : Guido Armellini
- Orchestrations et direction musicale : Léo Ferré
- Prise de son : Davide Marinone
- Production exécutive : Detto Mariano